# Сумуг-кала
Сумуг-кала (азерб. Sumuq qala; цахур. Ts'umu g'ala) — оборонна вежа в селі Ілісу Ґахського району Азербайджану. Споруджена у XVII столітті, є прикладом оборонних споруд горян Кавказу, що будувалися впритул до будинку для оборони від ворогів усією родиною.
Побудована з булижнику, вапняку та обпаленої цегли.
За переказами, вежу спорудив ілісуйський правитель Суму хан, проте в історичних джерелах зустрічається ім'я не Sumu xan, a Usmi — титул, який носив ілісуйський султан Магомет-хан.
Фортецю показано в музично-пригодницькому фільмі Юлія Гусмана «Не бійся, я з тобою!», в якому знімалися Полад Бюльбюльогли і Лев Дуров.